# Attentato al bus di Afula
L'attentato suicida al bus di Afula è stato l'attacco suicida perpetrato il 6 aprile 1994 a una fermata dell'autobus accanto a un autobus Egged nel centro di Afula, in Israele. Otto civili israeliani, tra cui un tredicenne, rimasero uccisi nell'attacco e altre 55 persone rimasero ferite. Hamas rivendicò l'attacco, così come la Jihad islamica palestinese.
L'attentato suicida sull'autobus di Afula fu il primo attentato suicida effettuato da militanti palestinesi contro civili israeliani in Israele, e fu effettuato come rappresaglia per il massacro di Hebron del 1994.

## Preparazione dell'attacco
L'attacco venne pianificato dal principale produttore di bombe di Hamas Yahya Ayyash, che iniziò a pianificare attentati suicidi all'interno di Israele nel 1992.
Ayyash equipaggiò una Opel Ascona del 1987 con sette bombole di gas, cinque bombe a mano antiuomo e avvolse la bomba in uno zaino contenente 1.100 chiodi da carpentiere. Una persona che chiamò un'agenzia di stampa occidentale a Gerusalemme disse che l'auto trasportava 385 libbre di esplosivo. L'auto, che aveva targhe israeliane che non le appartenevano, era stata rubata a Tel Aviv il 23 marzo.

## L'attacco
Intorno alle 12:10, durante la giornata memoriale dell'Olocausto, un attentatore suicida palestinese ha guidato un veicolo pieno di esplosivo nella strada della 9ª divisione nel centro di Afula. Due scuole vicine avevano appena terminato le lezioni della giornata e giovani studenti ebrei corsero verso l'autobus che si avvicinava per tornare a casa.
L'attentatore suicida ha fermato il suo veicolo vicino a un autobus di linea numero 348 di Egged e ha fatto esplodere il dispositivo esplosivo mentre l'autobus stava salendo i passeggeri alla fermata dell'autobus, che era affollata di persone. I testimoni hanno descritto una scena orribile. Un vigile del fuoco che è stato il primo sulla scena ha detto che la strada era ricoperta di olio, metallo bruciato e chiodi. Un 23enne sopravvissuto che stava leggendo un giornale sui negoziati di pace di Oslo in corso ha visto "un grande fuoco rotolante". È scappato via, strappandosi via i vestiti in fiamme. Un autista di ambulanza riferì che "le persone erano carbonizzate, prive di arti, prive di testa...". I rami degli alberi furono strappati e le finestre rimasero distrutte in un vicino asilo.
Tra le vittime per lo più ebree c'erano diversi arabi, incluso uno dei morti.

## Gli autori
Poche ore dopo l'esplosione, Hamas emise un comunicato in cui si affermava che l'attentato era stato effettuato da un palestinese di 19 anni di nome Ra'id Zaqarna, originario del villaggio di Qabatya in Cisgiordania e che era un membro del Abdel el-Rahman Hamadan, cellula militante delle Brigate Izz al-Din al-Qassam. Zaqarna raggiunse l'incrocio con la via della 9ª divisione di Afula (Hativa Tesha) e si fermò davanti all'autobus n. 348. Quando un gruppo di studenti israeliani salì sull'autobus, Zaqarna fece esplodere la bomba. I resoconti dei media israeliani affermarono che in precedenza aveva scontato una pena in prigione ed era in una lista dell'esercito israeliano di membri fuggitivi dell'ala armata estremista di Hamas. La polizia disse di aver trovato uno striscione che denunciava gli accordi di pace di Oslo e un Corano vicino ai detriti dell'auto.